# De overkant
"De overkant" is een nummer van het Nederlandse duo Suzan & Freek en zanger Snelle. Op 21 augustus 2020 werd het nummer uitgebracht als single. Een jaar later verscheen het ook op Dromen in kleur, het tweede studioalbum van Suzan & Freek.

## Achtergrond
"De overkant" is geschreven door Suzan & Freek en Snelle in samenwerking met Arno Krabman en Léon Palmen en geproduceerd door Krabman. Het nummer is geschreven over de Achterhoek, waar zowel Suzan & Freek als Snelle zijn opgegroeid. Volgens de artiesten gaat het echter meer over iemands geboortestreek, en hoeft dit niet specifiek de Achterhoek te zijn. In het nummer worden herinneringen opgedaan aan de jeugd van de artiesten en de charme van het opgroeien in een klein dorp.
Voorafgaand aan "De overkant" hadden Suzan & Freek nog nooit eerder met een andere artiest samengewerkt. Zij hadden Snelle ontmoet toen zij optraden bij De Vrienden van Amstel LIVE! en de artiesten bleken fan van elkaar te zijn. Vervolgens kregen zij het idee om een samenwerking aan te gaan.
"De overkant" werd een grote hit in zowel Nederland als Vlaanderen. In Nederland kwam de single tot de tweede plaats in de Top 40 en de zesde plaats in de Single Top 100, terwijl in Vlaanderen de elfde plaats in de Ultratop 50 werd bereikt. De videoclip bij het nummer werd opgenomen in de Achterhoek; aan de hand van jeugdfoto's worden diverse locaties bezocht, waaronder Zieuwent en Zelhem.
Op Koningsdag 2025 in Doetinchem zongen Snelle en Suzan & Freek het nummer De overkant op het hoofdpodium aan het einde van het bezoek van de Koninklijke familie aan Doetinchem in de Achterhoek.

## Hitnoteringen

### Nederlandse Top 40
| Hitnotering: 29-08-2020 t/m 09-01-2021 | Hitnotering: 29-08-2020 t/m 09-01-2021 | Hitnotering: 29-08-2020 t/m 09-01-2021 | Hitnotering: 29-08-2020 t/m 09-01-2021 | Hitnotering: 29-08-2020 t/m 09-01-2021 | Hitnotering: 29-08-2020 t/m 09-01-2021 | Hitnotering: 29-08-2020 t/m 09-01-2021 | Hitnotering: 29-08-2020 t/m 09-01-2021 | Hitnotering: 29-08-2020 t/m 09-01-2021 | Hitnotering: 29-08-2020 t/m 09-01-2021 | Hitnotering: 29-08-2020 t/m 09-01-2021 | Hitnotering: 29-08-2020 t/m 09-01-2021 | Hitnotering: 29-08-2020 t/m 09-01-2021 | Hitnotering: 29-08-2020 t/m 09-01-2021 | Hitnotering: 29-08-2020 t/m 09-01-2021 | Hitnotering: 29-08-2020 t/m 09-01-2021 | Hitnotering: 29-08-2020 t/m 09-01-2021 | Hitnotering: 29-08-2020 t/m 09-01-2021 | Hitnotering: 29-08-2020 t/m 09-01-2021 | Hitnotering: 29-08-2020 t/m 09-01-2021 | Hitnotering: 29-08-2020 t/m 09-01-2021 | Hitnotering: 29-08-2020 t/m 09-01-2021 |
| Week                                   | 1                                      | 2                                      | 3                                      | 4                                      | 5                                      | 6                                      | 7                                      | 8                                      | 9                                      | 10                                     | 11                                     | 12                                     | 13                                     | 14                                     | 15                                     | 16                                     | 17                                     | 18                                     | 19                                     | 20                                     |                                        |
| -------------------------------------- | -------------------------------------- | -------------------------------------- | -------------------------------------- | -------------------------------------- | -------------------------------------- | -------------------------------------- | -------------------------------------- | -------------------------------------- | -------------------------------------- | -------------------------------------- | -------------------------------------- | -------------------------------------- | -------------------------------------- | -------------------------------------- | -------------------------------------- | -------------------------------------- | -------------------------------------- | -------------------------------------- | -------------------------------------- | -------------------------------------- | -------------------------------------- |
| Nummer                                 | 14                                     | 7                                      | 6                                      | 5                                      | 4                                      | 3                                      | 3                                      | 2                                      | 3                                      | 8                                      | 13                                     | 21                                     | 27                                     | 23                                     | 26                                     | 29                                     | 32                                     | 36                                     | 37                                     | 38                                     | uit                                    |

### Single Top 100
| Hitnotering: 29-08-2020 t/m 21-08-2021 | Hitnotering: 29-08-2020 t/m 21-08-2021 | Hitnotering: 29-08-2020 t/m 21-08-2021 | Hitnotering: 29-08-2020 t/m 21-08-2021 | Hitnotering: 29-08-2020 t/m 21-08-2021 | Hitnotering: 29-08-2020 t/m 21-08-2021 | Hitnotering: 29-08-2020 t/m 21-08-2021 | Hitnotering: 29-08-2020 t/m 21-08-2021 | Hitnotering: 29-08-2020 t/m 21-08-2021 | Hitnotering: 29-08-2020 t/m 21-08-2021 | Hitnotering: 29-08-2020 t/m 21-08-2021 | Hitnotering: 29-08-2020 t/m 21-08-2021 | Hitnotering: 29-08-2020 t/m 21-08-2021 | Hitnotering: 29-08-2020 t/m 21-08-2021 | Hitnotering: 29-08-2020 t/m 21-08-2021 | Hitnotering: 29-08-2020 t/m 21-08-2021 | Hitnotering: 29-08-2020 t/m 21-08-2021 | Hitnotering: 29-08-2020 t/m 21-08-2021 | Hitnotering: 29-08-2020 t/m 21-08-2021 |
| Week                                   | 1                                      | 2                                      | 3                                      | 4                                      | 5                                      | 6                                      | 7                                      | 8                                      | 9                                      | 10                                     | 11                                     | 12                                     | 13                                     | 14                                     | 15                                     | 16                                     | 17                                     | 18                                     |
| -------------------------------------- | -------------------------------------- | -------------------------------------- | -------------------------------------- | -------------------------------------- | -------------------------------------- | -------------------------------------- | -------------------------------------- | -------------------------------------- | -------------------------------------- | -------------------------------------- | -------------------------------------- | -------------------------------------- | -------------------------------------- | -------------------------------------- | -------------------------------------- | -------------------------------------- | -------------------------------------- | -------------------------------------- |
| Nummer                                 | 6                                      | 9                                      | 9                                      | 8                                      | 7                                      | 8                                      | 8                                      | 7                                      | 8                                      | 11                                     | 13                                     | 12                                     | 15                                     | 19                                     | 20                                     | 28                                     | 31                                     | 38                                     |
| Week                                   | 19                                     | 20                                     | 21                                     | 22                                     | 23                                     | 24                                     | 25                                     | 26                                     | 27                                     | 28                                     | 29                                     | 30                                     | 31                                     | 32                                     | 33                                     | 34                                     | 35                                     | 36                                     |
| Nummer                                 | 50                                     | 25                                     | 27                                     | 31                                     | 30                                     | 31                                     | 32                                     | 39                                     | 48                                     | 49                                     | 48                                     | 35                                     | 41                                     | 46                                     | 44                                     | 57                                     | 46                                     | 44                                     |
| Week                                   | 37                                     | 38                                     | 39                                     | 40                                     | 41                                     | 42                                     | 43                                     | 44                                     | 45                                     | 46                                     | 47                                     | 48                                     | 49                                     | 50                                     | 51                                     | 52                                     |                                        |                                        |
| Nummer                                 | 47                                     | 47                                     | 56                                     | 77                                     | 78                                     | 76                                     | 80                                     | 79                                     | 85                                     | 87                                     | 83                                     | 88                                     | 83                                     | 95                                     | 95                                     | 99                                     | uit                                    |                                        |

### NPO Radio 2 Top 2000
| Nummer met noteringen in de NPO Radio 2 Top 2000 | '21 | '22 | '23 | '24 |
| ------------------------------------------------ | --- | --- | --- | --- |
| De overkant                                      | 381 | 396 | 451 | 764 |

1. ↑  Een vetgedrukt getal geeft de hoogste notering aan.
2. ↑  2021 was het eerste jaar met een notering voor dit nummer.